# Кучино (Кимрский район)
Кучино — деревня в Кимрском районе Тверской области. Входит в состав Ильинского сельского поселения.

## География
Находится в юго-восточной части Тверской области на расстоянии приблизительно 17 км на запад-северо-запад по прямой от районного центра города Кимры в левобережной части района.

## История
Известна была с 1628 года как пустошь, владение старицы Ирины Мстиславской, с 1645 года новое владение московского Архангельского собора. В 1678 году отмечены были две деревни Кучино с 2 дворами и одним. В 1780- х годах 11 дворов, в 1806 — 19. В 1859 году здесь (деревня Корчевского уезда Тверской губернии) был учтен 21 двор, в 1887 — 24.

## Население
Численность населения: 63 человека (1780-е годы), 111 (1806 год), 361 (1859 год), 154 (1887), 136 (русские 100 %) в 2002 году, 8 в 2010.